# Planungs- und Führungsstab des Bundesministers der Verteidigung
Der Planungs- und Führungsstab des Bundesministers der Verteidigung (PlaFüStab im BMVg) ist ein im Mai 2023 aufgestellter Stab innerhalb des Bundesministeriums der Verteidigung in Berlin. Er soll die Arbeit der Leitungsbüros des Bundesministers der Verteidigung, der Staatssekretäre und des Generalinspekteurs der Bundeswehr in Hinblick auf die zivile und militärische sowie die fachliche und die politische Perspektiven koordinieren und wurde unter Zuhilfenahme von Personal aus den Leitungsbüros aufgestellt. Er wird aktuell von Generalmajor Christian Freuding geleitet. Im Dezember 2023 wurde die Vortragende Legationsrätin Erster Klasse aus dem Auswärtigen Amt, Carolin Thielking, stellvertretende Leiterin des Planungs- und Führungsstabes und Leiterin des Lagezentrums im Bundesministerium der Verteidigung in Berlin.
Gemäß Organisationsplan untersteht der Planungs- und Führungsstab des Bundesministers der Verteidigung diesem unmittelbar.
Von 1968 bis 2012 bestand der Planungsstab des Bundesministers der Verteidigung ebenfalls unmittelbar mit einem leicht unterschiedlichen Aufgabenbereich, der letztlich alle Aufgabenbereiche des Ministeriums spiegelte, um den Minister direkt beraten zu können.

## Aufbau
Der Aufbau des Planungs- und Führungsstabes ist gemäß dem Organigramm des Bundesministeriums der Verteidigung wie folgt:
- Zentrales Auftragsmanagement
- Arbeitsbereich 1
- Arbeitsbereich 2
- Arbeitsbereich 3
- Lagezentrum BMVg
  - Leitungsinformation
  - Krisenstab
  - Sonderstab Ukraine

## Liste der Leiter des Planungsstabes
| Nr. | Name                            | Beginn   | Ende | Anmerkungen                                              |
| --- | ------------------------------- | -------- | ---- | -------------------------------------------------------- |
| 1   | Generalmajor Christian Freuding | Mai 2023 |      | In Personalunion Leiter des Lagezentrums Ukraine im BMVg |